# 旺斯特德公園站
旺斯特德公园站（英語：Wanstead Park railway station）是伦敦地上铁福音橡至柏京綫的一座车站，位于伦敦的紐漢區，属于第3收费区。

## 概況
1894年7月9日，本站開通。儘管本站位於森林門，但不在旺斯特德也不靠近旺斯特德公园，但卻靠近旺斯特德平地。本站距離森林門站約330米，根據倫敦交通局的建議，該換乘方式已經列入至英国国营铁路公司的換乘列表中。

## 列車服務
每小時4班列車停靠本站，但因電氣化施工程的需要，本站目前暫時無列車辦理客運，僅在南托特纳姆站至巴金站之間有接駁巴士替代，直至電氣化工程結束。

## 其他
隨著途徑本站的列車數量增加，而2節編組的內燃動車組已經不能滿足日益增長的客流需求。本站在2016年6月開始進行電氣化工程，預計2017年12月結束。